# Susan Akin
Susan Akin, née le 12 août 1964 à Meridian, au Mississippi, aux États-Unis, est couronnée Miss Mississippi (en) 1985, puis Miss America 1986.

### Source de la traduction
- (en) Cet article est partiellement ou en totalité issu de l’article de Wikipédia en anglais intitulé « Susan Akin » (voir la liste des auteurs).